# Torrent de Vall-llosera
El torrent de Vall-llosera és un torrent que discorre pels termes municipals de Castellcir i de Monistrol de Calders, de la comarca del Moianès.

## Naixement
Es forma en el vessant septentrional del Turó de Pujalt, al Serrat de Pujalt, a l'extrem de llevant de la Baga de Pujalt.

## Vall de Marfà, de Castellcir

El Torrent de Vall-llosera, respecte del terme de Castellcir

Des d'aquest davalla breument cap al nord-oest, fins que arriba a les restes de la casa de Pujalt, que deixa al nord. En aquell lloc gira cap a ponent, resseguint pel nord la Baga de Pujalt, mentre deixa a migdia el cim de Sang-i-fetge, i al nord successivament el Pla de l'Alzina, el Pla d'Olis i el Pla dels Pins, en el tram on es troba la Font de Pujalt. Comença a girar cap al sud-oest en arribar als contraforts del Serrat dels Llamps, en entrar en terres de la masia de la Closella.
En aquest tram el torrent de Vall-llosera discorre encaixant entre l'esmentat Serrat dels Llamps, al nord-oest, i el Serrat de Puig Orris, al sud-est. Deixa a l'esquerra la monumental Pinassa de les Tres Besses i a la dreta la Solella de la Closella. Troba a la dreta la masia de la Closella, i va discorrent al nord-oest de la Baga de la Closella, fins que arriba a tocar i al nord de les Roques de Sant Llogari, on hi ha el Coll de Sant Llogari i el final del seu recorregut pel terme de Castellcir.

## Monistrol de Calders
Entrant en el terme monistrolenc, el torrent de Vall-llosera segueix de forma paral·lela pel nord la Carena de la Baga, o Carena de la Baga de Vall-llosera, deixant a l'esquerra la baga del mateix nom. Al capdavall d'aquesta carena, al seu sud-oest, el torrent fa un parell de giragonses molt tancades, rep per la dreta el torrent de la Fàbrega, i continua cap al sud-oest, per arribar a prop de les Fonts de Rubió, indret en el qual s'aboca en la riera de Sant Joan, al nord-oest d'aquestes fonts.